# Arilciclohexilamina

Fenciclidina, el derivado prototípico de las arilciclohexilaminas.

Las arilciclohexilaminas, también conocidas como arilciclohexaminas o arilciclohexanaminas, son una clase química de drogas farmacéuticas, de diseño y experimentales. Entre ellas figuran la ketamina y la fenciclidina.

## Historia
Se cree que la fenciclidina (PCP) haya sido la primera arilciclohexilamina con propiedades anestésicas reconocidas, pero en la literatura científica se describieron varias arilciclohexilaminas antes que la PCP. Comenzando con PCA (1-fenilciclohexano-1-amina), cuya síntesis se publicó por primera vez en 1907. El PCE se reportó en 1953, el PCMo (4-(1-fenil-ciclohexil)-morfolina en 1954, y el PCMo se describió poco después como un potente sedante. Los anestésicos de arilciclohexilamina se investigaron intensamente en Parke-Davis, comenzando con la síntesis de fenciclidina en 1956 y más tarde con el compuesto relacionado ketamina . La década de 1970 vio el debut de estos compuestos, especialmente PCP y sus análogos, como drogas recreativas de uso ilícito debido a sus efectos disociativos alucinógenos y euforizantes . Desde entonces, la clase ha sido ampliada por investigaciones científicas de agentes estimulantes, analgésicos y neuroprotectores, así como también por químicos clandestinos en busca de nuevas drogas recreativas .

## Estructura

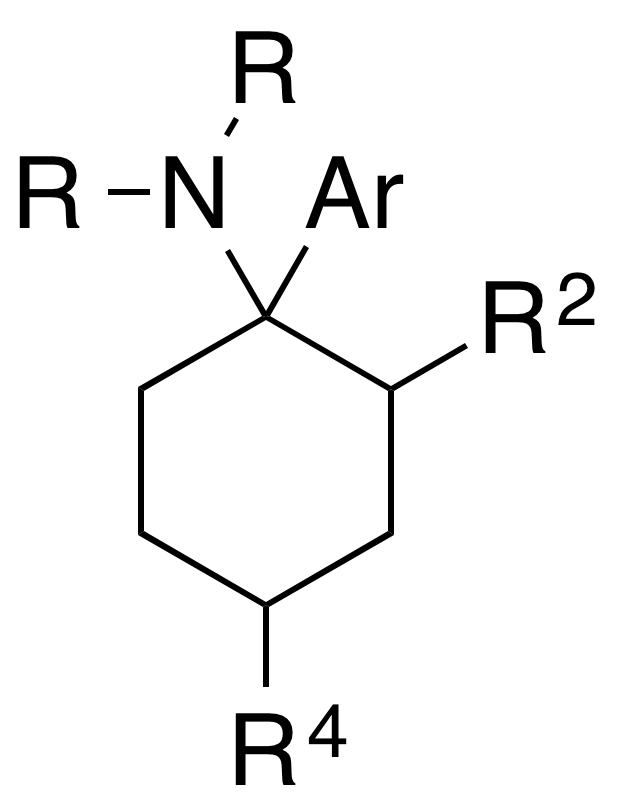
Estructura general de las arilciclohexilaminas

Una arilciclohexilamina se compone de una unidad ciclohexilamina con un enlace de resto arilo. El grupo arilo se encuentra en posición geminal con respecto a la amina. En los casos más simples, el resto arilo es típicamente un anillo de fenilo, a veces con sustitución adicional. La amina no suele ser primaria. Las aminas secundarias, como metilamino o etilamino, o las cicloalquilaminas terciarias, como piperidino y pirrolidino, son los sustituyentes N que se encuentran con mayor frecuencia.

## Farmacología
Las arilciclohexilaminas poseen propiedades antagonistas del receptor NMDA, inhibidoras de la recaptación de dopamina, y agonistas del receptor opioide μ. Además, se han informado acciones agonistas del receptor σ, antagonistas del receptor nACh, y agonistas del receptor D2 para algunos de estos agentes farmacológicos. El antagonismo del receptor NMDA confiere efectos anestésicos, anticonvulsivos, neuroprotectores y disociativos. Por su parte, el bloqueo del transportador de dopamina produce efectos estimulantes y euforizantes, así como psicosis en grandes cantidades; y la activación del receptor opioide μ provoca efectos analgésicos y euforizantes. La estimulación de los receptores σ y D 2 también puede contribuir a los efectos alucinógenos y psicotomiméticos característicos de muchas de estas drogas.
Las arilciclohexilaminas son agentes versátiles con una amplia gama de posibles actividades farmacológicas dependiendo de la extensión y el rango en el que se implementen las modificaciones químicas. Las diversas elecciones de sustituciones que se realizan permiten un "ajuste fino" del perfil farmacológico resultante. Como ejemplos, BTCP es un inhibidor selectivo de la recaptación de dopamina, PCP es principalmente antagonista NMDA, y BDPC es un potente agonista de opioides μ, mientras que PRE-084 es un agonista selectivo del receptor sigma. Por lo tanto, es posible una farmacología radicalmente diferente a través de diferentes combinaciones estructurales dentro de la misma familia de las arilciclohexilaminas.

## Lista de arilciclohexilaminas
| Estructura | Compuesto                           | Raíz aril               | N Group                      | Cyclohexyl ring                  | CAS number   |
| ---------- | ----------------------------------- | ----------------------- | ---------------------------- | -------------------------------- | ------------ |
|            | PCA                                 | Fenilo                  | NH2                          | -                                | 1934-71-0    |
|            | PCM                                 | Fenilo                  | Metilamino                   | -                                | 2201-16-3    |
|            | Eticiclidina                        | Fenilo                  | Etilamino                    | -                                | 2201-15-2    |
|            | PCPr                                | Fenilo                  | n-Propilamino                | -                                | 18949-81-0   |
|            | PCiP                                | Fenilo                  | IsoPropilamino               | -                                | 1195-42-2    |
|            | PCAL                                | Fenilo                  | Alilamino                    | -                                | 2185-95-7    |
|            | PCBu                                | Fenilo                  | n-Butylamino                 | -                                | 73166-29-7   |
|            | PCEOH                               | Fenilo                  | Hidroxietilamino             | -                                | 2201-22-1    |
|            | PCMEA                               | Fenilo                  | Metoxietilamino              | -                                | 2201-57-2    |
|            | PCEEA                               | Fenilo                  | Etoxietilamino               | -                                | 1072895-05-6 |
|            | PCMPA                               | Fenilo                  | Metoxipropilamino            | -                                | 2201-58-3    |
|            | PCDM                                | Fenilo                  | Dimetilamino                 | -                                | 2201-17-4    |
|            | Dieticiclidina                      | Fenilo                  | Dietilamino                  | -                                | 2201-19-6    |
|            | 2-HO-PCP                            | Fenilo                  | Piperidina                   | 2-Hidroxi                        | 94852-58-1   |
|            | 2-Me-PCP                            | Fenilo                  | Piperidina                   | 2-Metil                          | 59397-29-4   |
|            | 2-MeO-PCP                           | Fenilo                  | Piperidina                   | 2-Methoxy                        | 78636-34-7   |
|            | 2-Keto-PCP                          | Fenilo                  | Piperidina                   | 2-Keto                           | 101688-16-8  |
|            | Eticyclidone ("O-PCE")              | Fenilo                  | Etilamino                    | 2-Keto                           | 6740-82-5    |
|            | 2-Keto-PCPr                         | Fenilo                  | n-Propilamino                | 2-Keto                           |              |
|            | 4-Metil-PCP                         | Fenilo                  | Piperidina                   | 4-Metil                          | 19420-52-1   |
|            | 4-Keto-PCP                          | Fenilo                  | Piperidina                   | 4-Keto                           | 65620-13-5   |
|            | 2'-Cl-PCP                           | o-Clorofenilo           | Piperidina                   | -                                | 2201-31-2    |
|            | 3'-Cl-PCP                           | m-Clorofenilo           | Piperidina                   | -                                | 2201-32-3    |
|            | 2'-MeO-PCP                          | o-Metoxifenilo          | Piperidina                   | -                                | 2201-34-5    |
|            | 3'-F-PCP                            | m-Fluorofenilo          | Piperidina                   | -                                | 89156-99-0   |
|            | 3'-Me-PCP                           | m-Tolyl                 | Piperidina                   | -                                | 2201-30-1    |
|            | 3'-Me-PCPy                          | m-Tolyl                 | Pirrolidina                  | -                                | 1622348-63-3 |
|            | 3'-NH2-PCP                          | m-Aminophenyl           | Piperidina                   | -                                | 72242-00-3   |
|            | 3'-HO-PCP                           | m-Hidroxifenilo         | Piperidina                   | -                                | 79787-43-2   |
|            | 3'-MeO-PCP                          | m-Metoxifenilo          | Piperidina                   | -                                | 72242-03-6   |
|            | 3',4'-MD-PCP                        | 3,4-Metilenedioxyphenyl | Piperidina                   | -                                |              |
|            | 3'-MeO-PCE                          | m-Metoxifenilo          | Etilamino                    | -                                | 1364933-80-1 |
|            | 3'-HO-PCE                           | m-Hidroxifenilo         | Etilamino                    | -                                |              |
|            | 3'-MeO-PCPr                         | m-Metoxifenilo          | n-Propilamino                | -                                | 1364933-81-2 |
|            | 3'-HO-PCPr                          | m-Hidroxifenilo         | n-Propilamino                | -                                |              |
|            | 3',4'-MD-PCPr                       | 3,4-Metilenedioxyphenyl | n-Propilamino                | -                                |              |
|            | 3'-MeO-PCPy                         | m-Metoxifenilo          | Pyrrolidine                  | -                                | 1364933-79-8 |
|            | 4'-HO-PCP                           | p-Hidroxifenilo         | Piperidina                   | -                                | 66568-88-5   |
|            | Metoxidina (4'-MeO-PCP)             | p-Metoxifenilo          | Piperidina                   | -                                | 2201-35-6    |
|            | 4'-MeO-PCE                          | p-Metoxifenilo          | Etilamino                    | -                                |              |
|            | 4'-F-PCP                            | p-Fluorofenilo          | Piperidina                   | -                                | 22904-99-0   |
|            | 4'-F-PCPy                           | p-Fluorofenilo          | Pyrrolidine                  | -                                |              |
|            | Arketamina                          | o-Chlorofenilo          | MEtilamino                   | 2-Keto                           | 33643-49-1   |
|            | Descloroketamina                    | Fenilo                  | MEtilamino                   | 2-Keto                           | 7063-30-1    |
|            | Esketamina                          | o-Chlorofenilo          | MEtilamino                   | 2-Keto                           | 33643-46-8   |
|            | Ketamina                            | o-Chlorofenilo          | MEtilamino                   | 2-Keto                           | 6740-88-1    |
|            | Hidroxinorketamina                  | o-Chlorofenilo          | NH2                          | 2-Keto, 6-Hidroxi                | 81395-70-2   |
|            | Etketamina                          | o-Chlorofenilo          | Etilamino                    | 2-Keto                           | 1354634-10-8 |
|            | NPNK                                | o-Chlorofenilo          | n-Propilamino                | 2-Keto                           | 2749326-65-4 |
|            | Metoxiketamina                      | o-Metoxifenilo          | MEtilamino                   | 2-Keto                           | 7063-51-6    |
|            | 2-MeO-NEK                           | o-Metoxifenilo          | Etilamino                    | 2-Keto                           |              |
|            | oMDCK                               | o-Tolyl                 | MEtilamino                   | 2-Keto                           | 7063-37-8    |
|            | mMDCK                               | m-Tolyl                 | MEtilamino                   | 2-Keto                           |              |
|            | meta-Ketamina                       | m-Clorofenilo           | MEtilamino                   | 2-Keto                           | 7063-53-8    |
|            | iso-Ketamina                        | o-Chlorofenilo          | MEtilamino                   | 4-Keto                           |              |
|            | 2-Fluorodescloroketamina            | o-Fluorofenilo          | MEtilamino                   | 2-Keto                           | 111982-50-4  |
|            | 3-Fluorodescloroketamina            | m-Fluorofenilo          | MEtilamino                   | 2-Keto                           | 2657761-23-2 |
|            | Bromoketamina                       | o-Bromophenyl           | MEtilamino                   | 2-Keto                           | 120807-70-7  |
|            | TFMDCK                              | o-TrifluoroMetilphenyl  | MEtilamino                   | 2-Keto                           | 1782149-73-8 |
|            | SN 35210                            | o-Chlorofenilo          | Carbomethoxybutylamino       | 2-Keto                           | 1450615-41-4 |
|            | Metoxetamina                        | m-Metoxifenilo          | Etilamino                    | 2-Keto                           | 1239943-76-0 |
|            | Metoxmetamina                       | m-Metoxifenilo          | MEtilamino                   | 2-Keto                           | 1781829-56-8 |
|            | Metoxpropamine                      | m-Metoxifenilo          | n-Propilamino                | 2-Keto                           | 2504100-71-2 |
|            | MXiPr                               | m-Metoxifenilo          | i-Propilamino                | 2-Keto                           |              |
|            | Etoxetamina                         | m-Etoxifenilo           | Etilamino                    | 2-Keto                           |              |
|            | Deoximetoxetamina (3-Me-2'-Oxo-PCE) | m-Tolyl                 | Etilamino                    | 2-Keto                           | 2666932-45-0 |
|            | Br-MXE                              | 2-bromo-5-Metoxifenilo  | Etilamina                    | 2-Keto                           |              |
|            | Hidroxetamina (HXE)                 | m-Hidroxifenilo         | Etilamino                    | 2-Keto                           | 1620054-73-0 |
|            | HXM                                 | m-Hidroxifenilo         | MEtilamino                   | 2-Keto                           |              |
|            | Fluorexetamina (FXE)                | m-Fluorofenilo          | Etilamino                    | 2-Keto                           |              |
|            | Fenciclidina (PCP)                  | Fenilo                  | Piperidina                   | -                                | 77-10-1      |
|            | PC3MP                               | Fenilo                  | 3-MetilPiperidina            | -                                | 2201-41-4    |
|            | PC4MP                               | Fenilo                  | 4-MetilPiperidina            | -                                | 2201-42-5    |
|            | Roliciclidina (PCPy)                | Fenilo                  | Pyrrolidine                  | -                                | 2201-39-0    |
|            | PCDMPy                              | Fenilo                  | 3,3-DiMetilpyrrolidine       | -                                |              |
|            | PCMo                                | Fenilo                  | Morpholine                   | -                                | 2201-40-3    |
|            | Metoxi-PCM (2'-MeO-PCMo)            | o-Metoxifenilo          | Morpholine                   | -                                | 1314323-88-0 |
|            | 3-MeO-PCMo                          | m-Metoxifenilo          | Morpholine                   | -                                | 138873-80-0  |
|            | 4'-MeO-PCMo                         | p-Metoxifenilo          | Morpholine                   | -                                |              |
|            | Metilo-PCM (4'-Me-PCMo)             | p-Tolyl                 | Morpholine                   | -                                | 120803-52-3  |
|            | Hidroxi-Metil-PCM                   | 2-Metil-4-Hidroxifenilo | Morpholine                   | -                                | 1314323-89-1 |
|            | PYCP                                | 2-Pyridinyl             | Piperidina                   | -                                |              |
|            | TCM                                 | 2-Tienilo               | MEtilamino                   | -                                | 139401-07-3  |
|            | TCE                                 | 2-Tienilo               | Etilamino                    | -                                | 101589-62-2  |
|            | TCPr                                | 2-Tienilo               | Propilamino                  | -                                |              |
|            | Tenociclidina (TCP)                 | 2-Tienilo               | Piperidina                   | -                                | 21500-98-1   |
|            | T3CP                                | 3-Tienilo               | Piperidina                   | -                                | 19420-50-9   |
|            | TCPy                                | 2-Tienilo               | Pyrrolidine                  | -                                | 22912-13-6   |
|            | Tiletamina                          | 2-Tienilo               | Etilamino                    | 2-Keto                           | 14176-49-9   |
|            | MXTE                                | 4-Methoxy-2-Tienilo     | Etilamino                    | 2-Keto                           |              |
|            | Gaciclidina                         | Tiofeno                 | Piperidina                   | 2-Metil                          | 68134-81-6   |
|            | BDPC                                | p-Bromophenyl           | DimEtilamino                 | 4-Phenethyl-4-Hidroxi            | 77239-98-6   |
|            | C-8813                              | p-Bromophenyl           | Dimetilamino                 | 4-(thiophen-2-yl)ethyl-4-Hidroxi | 616898-54-5  |
|            | Dimetamina                          | p-Tolyl                 | DimEtilamino                 | 4-Keto                           | 65619-06-9   |
|            | 3-OH-2'-Me-PCP                      | o-Tolyl                 | 3-hidroxipiperidina          | -                                |              |
|            | 4-Ph-4-OH-PCP                       | Fenilo                  | 4-Fenilo-4-hidroxipiperidina | -                                | 77179-39-6   |
|            | BTCP                                | Benzothiophen-2-yl      | Piperidina                   | -                                | 112726-66-6  |
|            | BTCPy                               | Benzothiophen-2-yl      | Pyrrolidine                  | -                                |              |
|            | GK-189                              | Naftaleno-2-yl          | Piperidina                   | -                                | 81490-58-6   |

## Compuestos relacionados
Existen otros compuestos similares en los que se ha variado el anillo base o en los que se ha reemplazado la cadena de amina con otros grupos. Existen otros experimentales con distintos tamaños de anillo de cicloalcano más allá de la estructura elemental de ciclohexilamina. El homólogo ciclopentilo del PCP es activo, con alrededor de una décima parte de la potencia, mientras que los derivados tipo cicloheptilo y ciclooctilo son inactivos. Algunas arilcicloheptilaminas sustituidas conservan la actividad farmacológica esperada del grupo. La cicloalquilcetona es elemental y puede hacerse reaccionar con PhMgBr; reaccionando luego el alcohol de 3º con NaN3; luego se redujo la azida con LAH. Luego, en el paso final, el anillo de piperidina se construye con 1-5-dibromo-pentano. Se conocen otros compuestos en los que el anillo base ciclohexilo se reemplaza por anillos tales como norbornilo, adamantilo, tetralina, oxano, tiano o piperidina. Los análogos restringidos conformacionalmente han sido también preparados experimentalmente.
| Estructura | Compuesto    | sustituyente arilo          | Grupo N                   | anillo base                             | número CAS  |
| ---------- | ------------ | --------------------------- | ------------------------- | --------------------------------------- | ----------- |
|            | PCPEP        | Fenilo                      | piperidina                | ciclopentilo                            | 23036-19-3  |
|            | 3F-PCHEPy    | 3-fluorofenilo              | pirrolidina               | cicloheptilo                            |             |
|            | 3-MeO-PBCHP  | 3-metoxifenilo              | piperidina                | Biciclo[2.2.1]heptano                   |             |
|            | PADP (P2AP)  | Fenilo                      | piperidina                | Adamantilo                              | 72241-99-7  |
|            | 3-MeO-PTP    | 3-metoxifenilo              | piperidina                | tetralina                               |             |
|            | HHFA         | fenilo fusionado            | Aminado                   | hexahidrofluoreno                       |             |
|            | DHPQ         | Fenilo                      | decahidroquinolina        | decahidroquinolina                      |             |
|            | varicela     | Fenilo                      | piperidina                | Oxano                                   |             |
|            | PTHP         | Fenilo                      | piperidina                | tiane                                   |             |
|            | MPBPip       | Fenilo                      | piperidina                | N-metilpiperidina                       | 36882-04-9  |
|            | BnCP         | bencilo                     | piperidina                | ciclohexilo                             | 22912-07-8  |
|            | YNCP         | etinilo                     | piperidina                | ciclohexilo                             | 51165-02-7  |
|            | ALCP         | alilo                       | piperidina                | ciclohexilo                             | 7418-80-6   |
|            | Piritramida  | Reemplazado por carboxamida | piperidina                | N-(3-ciano-3,3-difenilpropil)piperidina | 302-41-0    |
|            | PRE-084      | Fenilo                      | Morfoliniletilcarboxilato | ciclohexilo                             | 138847-85-5 |
|            | Clofenciclán | p-clorofenilo               | dietilaminoetoxi          | ciclohexilo                             | 5632-52-0   |